# Midnight Movie (Film)
Midnight Movie ist ein US-amerikanischer Slasher-Film von Jack Messitt aus dem Jahr 2008.

## Handlung
Als letztes Mittel seiner Therapie bekommt Tad Redford, ehemaliger Horrorfilmregisseur, der sich zu sehr mit seinem Filmkiller identifiziert hat, seinen eigenen Film The Dark Beneath, als eine Art Schocktherapie, zu sehen. Kurze Zeit später sind in der psychiatrischen Klinik alle tot und der Ex-Regisseur verschwunden. Der einzige Überlebende ist Dr. Wayne. Die Ermittlungen führt Detective Barrons.
Fünf Jahre später: Ein kleines Vorstadtkino zeigt als Midnight Movie The Dark Beneath. Dr. Wayne und Detective Ward wollen sich den Film ansehen, da sie vermuten, dass Radford sich die Gelegenheit nicht entgehen lassen wird. Anwesend sind außerdem der Rocker Harley und seine Braut sowie Bridget, die von ihrem Vater als Kind schwer misshandelt wurde, ihr Freund Josh und ein paar Freunde. Im Kinosaal selbst versteckt sich Timmy, der kleine Bruder von Bridget. Der Schwarzweiß-Film, in dem ein maskierter Killer mit einem korkenzieherartigen Werkzeug der Bösewicht ist, beginnt zunächst ohne größere Vorkommnisse, bis zwei Mitarbeiter des Kinos plötzlich verschwinden und im Film auftauchen. Einer der Freunde geht auf die Toilette und wird von dem Killer erstochen. Erst jetzt erkennen die Zuschauer, dass etwas nicht stimmt. Schnell ist klar, dass der Filmkiller zum Leben erwacht ist und die Gruppe bedroht. Sie versuchen zunächst zu entkommen, doch alle Türen sind verriegelt. Der anscheinend unbezwingbare Killer nimmt sich einen nach dem anderen vor. Die verbliebenen Mitglieder kommen auf die Idee, den Projektor zu zerstören, aber dieser setzt sich selbst wieder zusammen.
Am Ende bleiben nur noch Bridget und Tommy übrig. Da sie herausgefunden haben, dass der Killer nur agieren kann, wenn man Angst zeigt, benutzen die beiden die Tricks, die sie bei ihrem gewalttätigen Vater angewandt haben, um zu überleben. Bridget betet laut, während Timmy Baseballspieler aufzählt. Leider funktioniert auch dies nicht und der Killer schlägt zu. Die beiden landen im Film. Bridget gelingt es, ihren Bruder zu befreien, sie will mit ihm das Haus verlassen. Sie tötet die Mutter des Killers und verletzt den Killer selbst schwer. Gerade als sie ins Freie gelangen und weiter vor dem Killer fliehen, beginnt der Abspann. Mit letzter Kraft schleudert Bridget Tommy aus dem Film.

## Hintergrund
Laut den Angaben auf der DVD-Veröffentlichung, soll der Film unter anderem auch die Entwicklung des Horrorfilms seit seiner Entstehung aufzeigen. Daher wurden die ersten Morde des Films eher subtil inszeniert, während die späteren Morde eher explizit dargestellt werden. Weitere Reminiszenzen an den modernen Horrorfilm wurden vielfältig eingebaut. So ist die Handlung des Schwarzweißfilms eine Mischung aus Blutgericht in Texas, Das letzte Haus links und Psycho. Die Maske wurde von dem Totenschädel auf einem Plakat von Tanz der Teufel II – Jetzt wird noch mehr getanzt (obere Hälfte) und Das Schweigen der Lämmer (untere Hälfte) inspiriert. Mit dem Mordwerkzeug, einem rasiermesserscharfen, großen Korkenzieher, wurde versucht, neue Wege zu gehen. Am Soundtrack beteiligten sich Korn und ShadowPlay.
Der Film wurde in Deutschland in zwei Fassungen veröffentlicht. Die ungeschnittene Fassung wurde von der SPIO/JK mit der Freigabe keine schwere Jugendgefährdung versehen und von der BPjM im November 2009 auf die Liste der jugendgefährdenden Medien gesetzt. Eine um zwei Minuten geschnittene 18er Fassung wurde im gleichen Jahr veröffentlicht.
Midnight Movie gewann auf dem Chicago Horror Film Festival 2008 den Preis der Jury für die beste Kamera und den besten Langfilm.

## Kritiken
„Oberflächliche Genreunterhaltung auf den Pfaden klassischer Slasher-Filme, die sich allenfalls durch den ungewöhnlichen "Film-im-Film"-Kunstgriff vom Gros des Genres absetzt.“

„Gar nicht mal so schlechter Horrorstreifen, muss man schon sagen. Es gibt eine Film-im-Film-Handlung, die sich ganz gut anpasst an die tatsächliche Handlung im Kino. Diese verläuft im Grunde zwar nach den gängigen Slasher-Regeln, hat aber durch die verschachtelten Geschichten und der übernatürlichen Punkte einen hohen Interessantheitsgrad. Die Charaktere und die dazugehörigen Schauspieler sind auch ganz ordentlich und der Killer mit Totenkopfmaske und Zwirbel-Mordinstrument ist auch sehr gelungen. Selbst für die so genannten Gore Hounds dürfte „MIDNIGHT MOVIE“ etwas sein, denn es gibt die eine oder andere recht blutig gehaltene Szene.“